# MKER
El MKER ( Ruso: Mnogopetlevoy Kanalynyi Energeticheskiy Reaktor), traducido en español: reactor de potencia de tubo de presión de bucle múltiple. Es un diseño de reactor nuclear ruso de tercera generación .  Fue un desarrollo del reactor nuclear RBMK. No se seguirá desarrollando ningún reactor del tipo MKER-800 (y presumiblemente de otros tipos), ya que ROSATOM ha abandonado el diseño.
Las mejoras clave sobre el RBMK son:[cita requerida]
- Coeficiente de vacío negativo: ya no se vuelve más reactivo cuando el refrigerante entra en ebullición y es sustituido por vapor.
- Barras de control mejoradas, sin punta de grafito.
- Sistemas de seguridad pasiva: capaces de funcionar incluso sin suministro eléctrico externo.
- Automatización avanzada y mejor interfaz operador-reactor.
- Posibilidad de trabajar en modo de carga variable, adaptándose a la demanda.

## Operación
El MKER es un reactor de tubo de presión con características de seguridad modernas que incluyen un edificio de contención y sistemas pasivos de seguridad nuclear. El combustible se puede cambiar mientras el reactor está en funcionamiento ( reabastecimiento en línea ), mejorando la eficiencia de la red y del combustible.  Los inyectores verticales promueven un flujo convectivo natural del fluido del circuito primario de agua ligera a través de  canales en el núcleo del reactor. Los bloques de Grafito en el núcleo del reactor sirven como moderador de neutrones . 
Hay tres variantes diferentes de MKER: MKER-800, MKER-1000 y MKER-1500. No se ha completado ninguna unidad. A partir de los 2000, Rusia cambió de rumbo hacia los VVER, por ser más fiable, exportable y mejor aceptado en el mercado internacional. 

## MKER-800
El MKER-800 tiene una capacidad de generación eléctrica de 800 MW. En un proyecto conjunto de Westinghouse y NIKIET se estaba desarrollando un sistema de control de procesos automatizado para el MKER-800. Los planes para el MKER-800 fueron descartados. Originalmente se habían planeado cuatro unidades MKER-800 para la central nuclear de Leningrado . 

## MKER-1000
El MKER-1000 tiene una potencia térmica de 3.000 MWth y una potencia eléctrica de 1.068 MW. Hay cuatro circuitos y 1.832 elementos combustibles en el núcleo del reactor. El material fisionable total en el reactor es de 163 toneladas. La responsabilidad general de la construcción del diseño del MKER está a cargo de la Administración de Construcción del Norte. Los conjuntos principales los produce la empresa Izhorsky Zavod de San Petersburgo, y el proveedor de las turbinas es la empresa Leningradsky Metallichesky Zavod. El edificio principal y el recinto de contención del reactor fueron diseñados por Atomenergoproekt. El MKER está destinado a sustituir directamente a las plantas RBMK existentes que producen calor, electricidad e isótopos médicos. 
El edificio del reactor del MKER consta de una estructura de contención dual con un diámetro interior de 55,5 metros. Un revestimiento interior diseñado para evitar fugas de material radiactivo a la atmósfera puede soportar presiones internas de 2 bar. Un muro exterior de hormigón proporciona protección contra daños externos. Las dos estructuras son independientes y están separadas físicamente una de otra sobre una base común. Daños causados por un terremoto de {\displaystyle M_{\mathrm {L} }} 8 estaría contenido en esta estructura.
El control automático es una parte integral del diseño de MKER. Ubicada entre el edificio del reactor y la sala de turbinas, la sala de control supervisa el sistema de control automático y varios sistemas de seguridad de la planta. Ocupa una ubicación central protegida, minimizando la posibilidad de daños o compromiso.
El núcleo del MKER-1000 incluye el reactor de tubo de presión y ocho bombas inyectoras de refrigerante. Hay varios circuitos de refrigerante con 16 circuitos independientes, dos de los cuales comparten una bomba cada uno. A partir de una capacidad térmica total de 3.000 MWth se pueden generar 1.000 MW de electricidad, más 130 MW adicionales de energía térmica para calefacción de edificios. La turbina de diseño especificada es una turbina del tipo K-1000-6, 1/3000 a 3000 rpm con un alternador del tipo TZV-1100-2UZ. Se han propuesto variaciones tanto del enfriamiento por evaporación como del enfriamiento por ciclo abierto.
Se especifica combustible de dióxido de uranio poco enriquecido con concentraciones de 2,0 a 2,4 % de equivalencia de U-235. El combustible se cambia mediante una grúa controlada a distancia y las barras de combustible gastado pasarían hasta cinco años en un estanque de enfriamiento ubicado en la sala del reactor antes de su posterior procesamiento. El ciclo de reabastecimiento continuo ofrece la ventaja de quemar combustible; las barras individuales pueden permanecer más tiempo en el reactor en lugar de intercambiarse en masa como se requiere en la mayoría de los diseños de PWR.

## MKER-1500
Otro desarrollo propuesto del MKER es el MKER-1500 con una capacidad de generación eléctrica correspondiente de 1500 MW. La transferencia de calor desde el núcleo del reactor se ha mejorado en el nuevo diseño, con bucles primarios divididos en cuatro circuitos independientes. El diámetro de los tubos de refrigerante se amplía a 600 Se modifica la configuración de la bomba de inyección y mm. Los circuitos de refrigeración se reubican debajo del confinamiento. El MKER-1500 también fue propuesto para la central nuclear de Leningrado. 